# فابيان ريس
فابيان ريس (بالألمانية: Fabian Reese) (مواليد 29 نوفمبر 1997) هو لاعب كرة قدم ألماني ، يلعب حاليًا لنادي شالكه 04 الألماني في مراكز المهاجم الثاني والصريح والجناح الأيمن.

## روابط خارجية
- فابيان ريس على موقع قاعدة بيانات كرة القدم.إي يو (الإنجليزية)
- فابيان ريس على موقع بيانات كرة القدم. دي إي (الألمانية)
- فابيان ريس على موقع Soccerway.com (الإنجليزية)
- فابيان ريس على موقع عالم كرة القدم.نت (الإنجليزية)
- فابيان ريس على موقع AS.com (الإسبانية)